# Barberini

Die Bienen der Barberini im Wappen Urbans VIII. (moderne Nachzeichnung)

Die Barberini waren ein altes italienisches Adelsgeschlecht, aus dem Papst Urban VIII. und einige Kardinäle hervorgingen. Die weltlichen Nachfahren stiegen zu päpstlichen Prinzen von Palestrina auf.

## Geschichte
Die Familie stammte ursprünglich aus der Toskana und ließ sich im 11. Jahrhundert in Florenz nieder. Ihren ursprünglichen Namen Tafani legte sie ab und nahm den ihres toskanischen Stammsitzes Barberino Val d’Elsa an. Bis ins 17. Jahrhundert gelangte sie zu großem Reichtum und Einfluss, sodass es ihr sogar gelang, mit Urban VIII. einen Papst zu stellen.
Urban VIII., bürgerlich Maffeo Barberini, besetzte hohe Posten mit seinen Verwandten. Die Söhne seines Bruders kamen zu besonderem Ansehen: Francesco Barberini machte er zum Kardinalnepoten, Antonio Barberini zum Kardinal und Herzog von Urbino, Taddeo Barberini (1603–1647) zum Gonfaloniere der Kirche, später auch zum Kommandanten der Engelsburg und Präfekten von Rom sowie zum Fürsten von Palestrina. Mit der Erhebung zum römischen Fürsten (principe romano) stieg die toskanische Kaufmannsfamilie in den päpstlichen Hochadel des Kirchenstaates auf, ähnlich wie zuvor schon die Papstfamilie Aldobrandini aus Florenz und bald darauf die Chigi aus Siena und die Odescalchi aus Como.
Francesco und Taddeo ließen in den Jahren 1625–1638 den Palazzo Barberini in Rom, einen der ersten Barockpaläste Europas, der für viele spätere als „Prototyp“ diente, von den bedeutendsten Architekten der Epoche errichten. Zuerst war Carlo Maderno damit beauftragt, nach dessen Tod 1629 übernahm Gian Lorenzo Bernini die Bauleitung. An den Arbeiten war ebenfalls Francesco Borromini beteiligt, der u. a. die spiralförmige Treppe im Südflügel entworfen hat. Der Palast ist heute als einer der beiden Standorte der Gallerie Nazionali d’Arte Antica eines der wichtigsten Museen in Rom. 
Taddeo Barberini erwarb in Palestrina einen alten Palazzo der Familie Colonna, der auf den Fundamenten des Heiligtums der Fortuna Primigenia errichtet ist und den Namen Palazzo Barberini Colonna trägt, und ließ ihn umbauen. Er besaß außerdem in Rom einen weiteren Palast, die sogenannte Villa Barberini al Gianicolo (Via dei Penitenzieri / Ecke Piazza della Rovere), die später in einem Hospital aufging und heute zur Generalkurie der Jesuiten gehört. Ferner errichtete er sich in Castel Gandolfo, wo sein Onkel Urban VIII. als Erster den päpstlichen Sommerpalast bezog, eine Villa Barberini, die später sein Sohn und Erbe, Kardinal Carlo Barberini, durch Bernini und Contini ausgestalten ließ und die heute Papst Leo XIV. als Landsitz dient. 

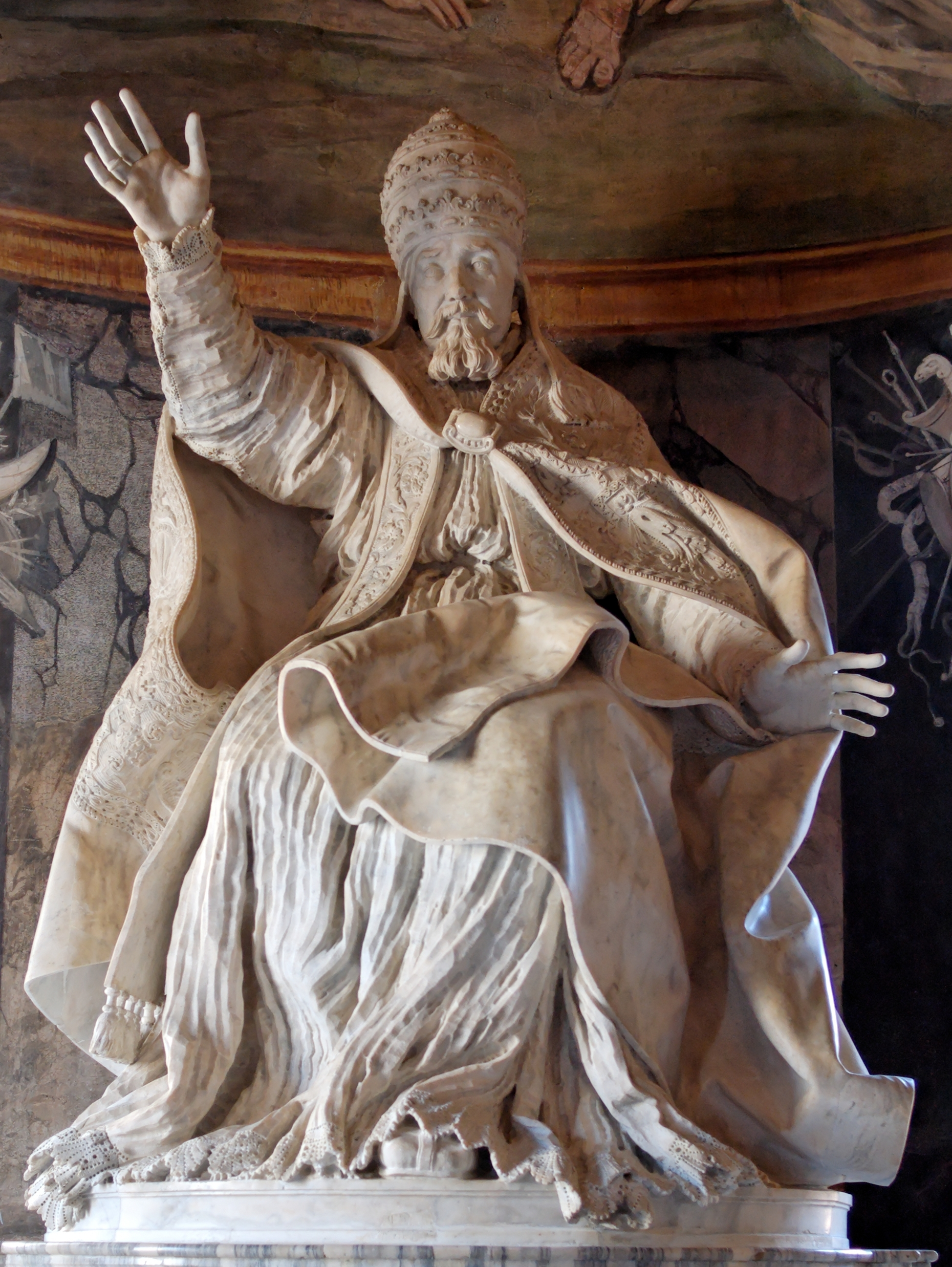
Berninis Grabdenkmal für Urban VIII. im Petersdom

Für seine öffentlichen Baumaßnahmen in Rom gab Urban VIII. das Kolosseum als Steinbruch frei; die Bronzedecke des Portikus im Pantheon ließ er einschmelzen, um Kanonen für die Engelsburg herstellen zu lassen. An diese zerstörerischen Praktiken an den antiken Denkmälern erinnert noch heute der lateinische Spruch des Pasquino Quod non fecerunt barbari, fecerunt Barberini („Was die Barbaren nicht schafften, schafften die Barberini“).
Nach dem Tode Urbans VIII. kam 1644 Innozenz X. auf den Papstthron, dem es gelang, die Macht der Barberini zu brechen. Teile ihres Besitzes wurden beschlagnahmt und Urbans Neffen flohen nach Paris an den Hof von Kardinal Mazarin. Dieser setzte sich für die Barberinis ein und 1653 gelang der mächtigen Schwägerin Innozenz’ X., Olimpia Maidalchini, eine Aussöhnung, indem sie ihre Enkelin Olimpia Giustiniani mit Maffeo Barberini (1631–1685), einem Sohn von Taddeo, verheiratete und erreichte, dass dessen Bruder Carlo Barberini zum Kardinal ernannt wurde. Auch die übrigen Barberinis kehrten nach Innozenz’ Tod 1655 nach Rom zurück. Ein Sohn von Maffeo und Olimpia, Francesco Barberini der Jüngere, wurde 1690 von Papst Alexander VIII. zum Kardinal ernannt.
Urban VIII. ist in einem prachtvollen Grabmal im Petersdom, unmittelbar rechts von der Cathedra Petri, einem der Meisterwerke Berninis, beigesetzt, unter einer grandiosen Statue desselben. Viele Familienmitglieder wurden in der Palastkapelle Santa Rosalia (Palestrina) bestattet. Kardinal Carlo liegt in der Barberini-Kapelle der Kirche Sant’Andrea della Valle in Rom.  
1722 starb der letzte weltliche Angehörige der Familie, Urbano Barberini (1664–1722), Bruder des noch bis 1738 lebenden Kardinals Francesco des Jüngeren, womit die Barberini im Mannesstamme ausstarben. Giulio Cesare Colonna di Sciarra, ein Sohn der Tochter Urbanos, übernahm das Wappen und den Namen und gründete so den Familienzweig der Barberini-Colonna. Auch dieser Zweig erlosch 1893 in männlicher Linie und der Name ging auf einen Schwiegersohn, den Marchese Luigi Sacchetti, über, der sodann auch zum Fürsten von Palestrina erhoben wurde. Der Titel wird gegenwärtig von Benedetto Barberini-Sacchetti (* 1961), 14. Fürst von Palestrina, getragen.
Nach dem Zweiten Weltkrieg erwarb der italienische Staat den Palazzo Barberini in Rom, der zuvor als amerikanische Botschaft diente, und stattete ihn als Museum mit einer berühmten Gemäldesammlung aus, die im Kern auf die Sammlung des päpstlichen Kirchenstaates zurückgeht. Auch der Palazzo Barberini-Colonna in Palestrina kam in Staatsbesitz, dort eröffnete 1956 ein archäologisches Museum.

## Wappen
Das Wappen der Barberini zeigt drei Bienen. Im Stadtbild von Rom sind diese durch die Bautätigkeit Urbans VIII. häufig zu finden.

„Die Barberini hießen ursprünglich Tafani und stammten aus Barberino in der Toskana. In ihrem Wappen hatten sie tafani, also Pferdebremsen, und das sind ja nicht besonders edle Fliegen. Als sie nach Rom kamen und Maffeo Barberini als Urban VIII. Papst wurde, da hat man die Familie geadelt und sie veredelten die Bremsen in ihrem Wappen zu Bienen.“

## Familienmitglieder

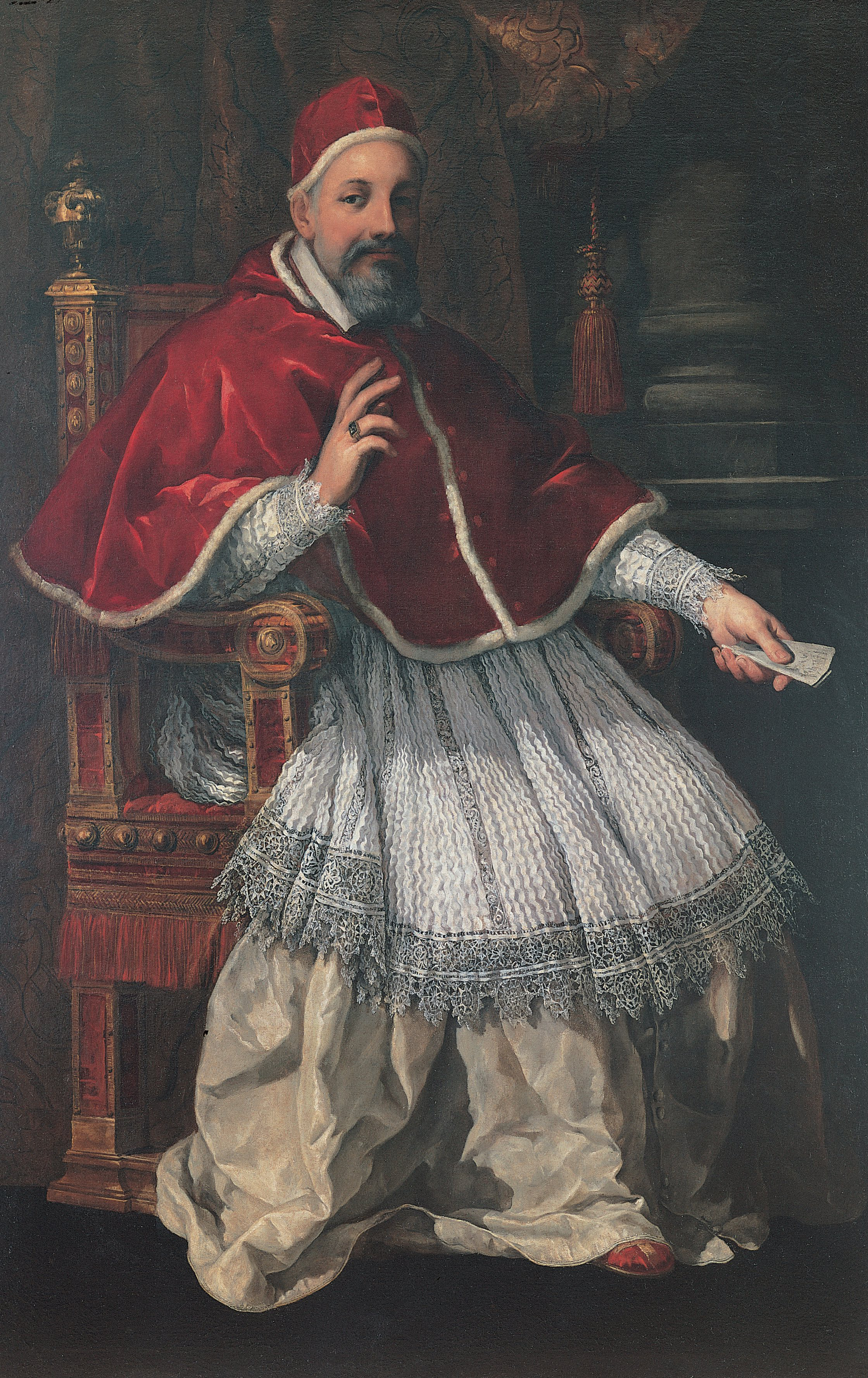
Papst Urban VIII. (Maffeo Barberini) (1568–1644)

- Raffaele Barberini (1532/1539–1582), florentinischer Handlungsreisender und Militär
- Maffeo Barberini (1568–1644), ab 1623 Papst Urban VIII.
- Antonio Marcello Barberini (1569–1646), Kapuziner und Kardinal, Bruder des Papstes
- Francesco Barberini (1597–1679), Neffe und Kardinalnepot Urbans VIII.
- Taddeo Barberini (1603–1647), 1. Principe di Palestrina, Neffe Urbans VIII., ⚭ Anna Colonna
- Antonio Barberini (1607–1671), Herzog von Urbino und Erzbischof von Reims, Neffe Urbans VIII.
- Carlo Barberini (1630–1704), Sohn von Taddeo, Kardinal unter Innozenz X.
- Maffeo Barberini (1631–1685), weiterer Sohn Taddeos, 2. Principe di Palestrina ⚭ Olimpia Giustiniani (Enkelin der Schwägerin von Innozenz X., Olimpia Maidalchini)
- Francesco Barberini der Jüngere (1662–1738), Sohn von Maffeo, italienischer Kardinal
- Urbano Barberini (1664–1722), Sohn von Maffeo, 3. Principe di Palestrina, ⚭ Maria Teresa Boncompagni
- Cornelia Costanza Barberini (1716–1797), Urbanos Tochter, 4. Principessa di Palestrina, verheiratet mit Giulio Cesare Colonna di Sciarra

Weitere Namensträger und Nachkommen
- Bonaventura Barberini (1674–1743), Erzbischof von Ferrara
- Urbano Barberini (* 1961), italienischer Schauspieler

## Namensgeber
Nach den Barberini sind benannt:
- Piazza Barberini, Rom
- Palazzo Barberini, Rom

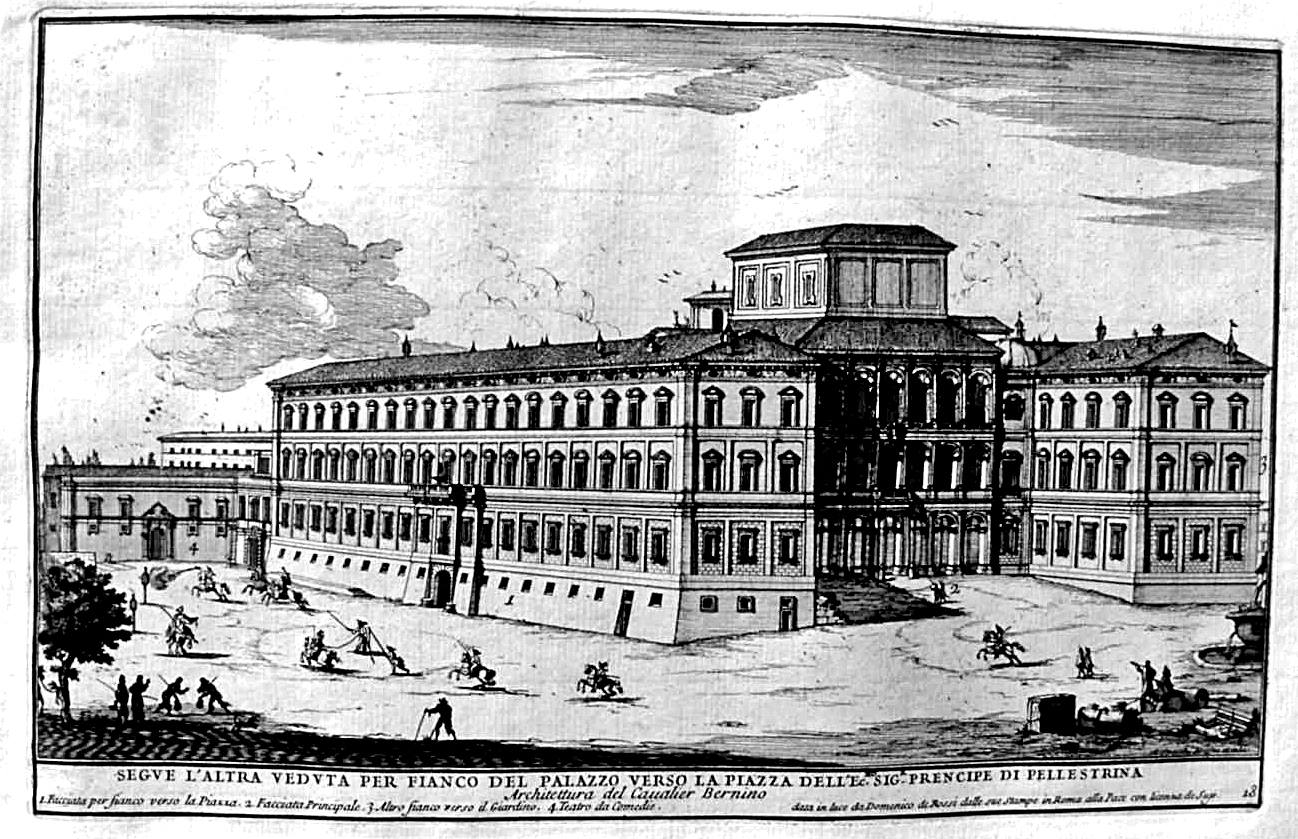
Palazzo Barberini, Rom, Stich des 18. Jahrhunderts

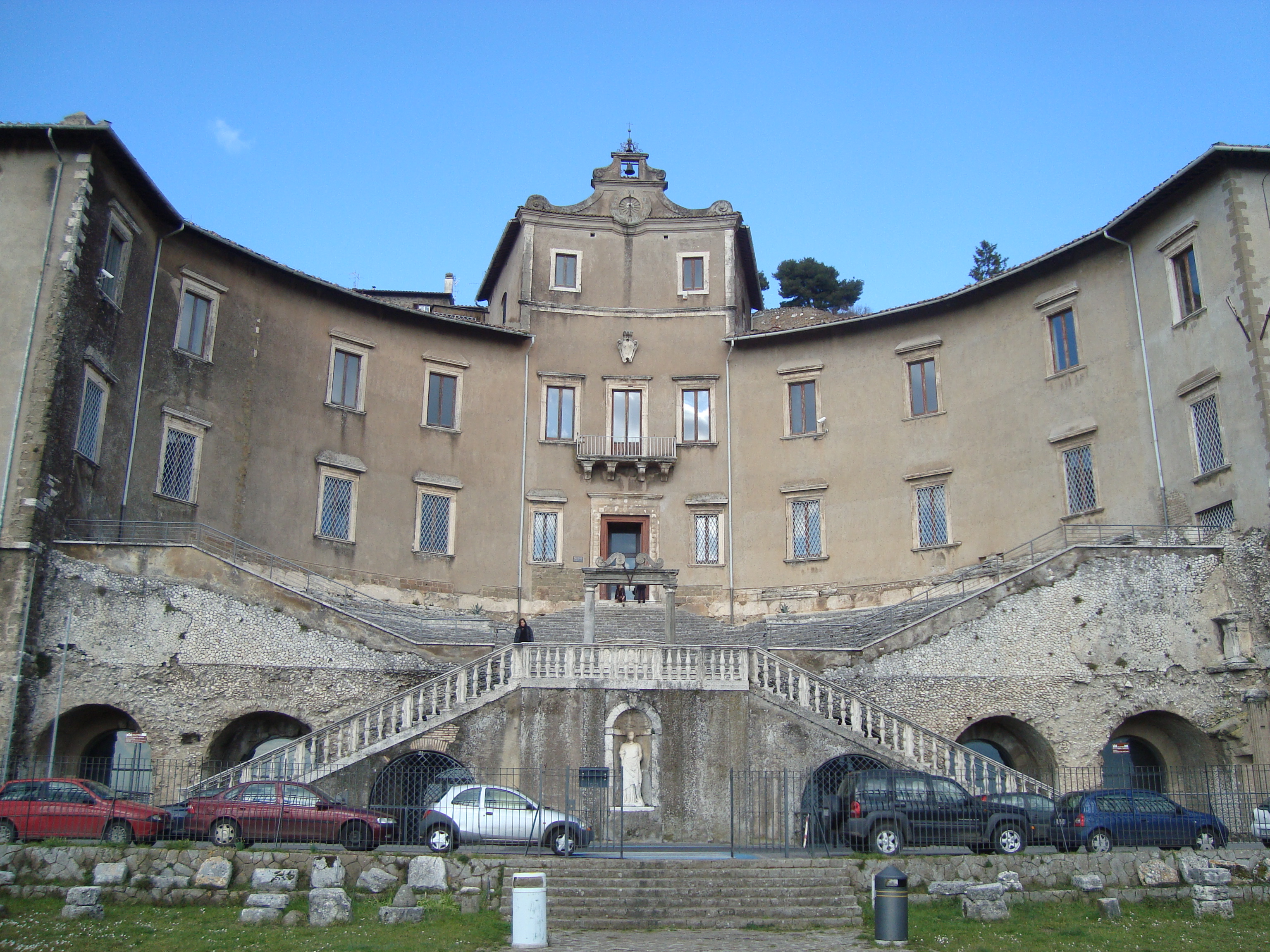
Palazzo Barberini, Palestrina, auf den Fundamenten des Heiligtums der Fortuna Primigenia

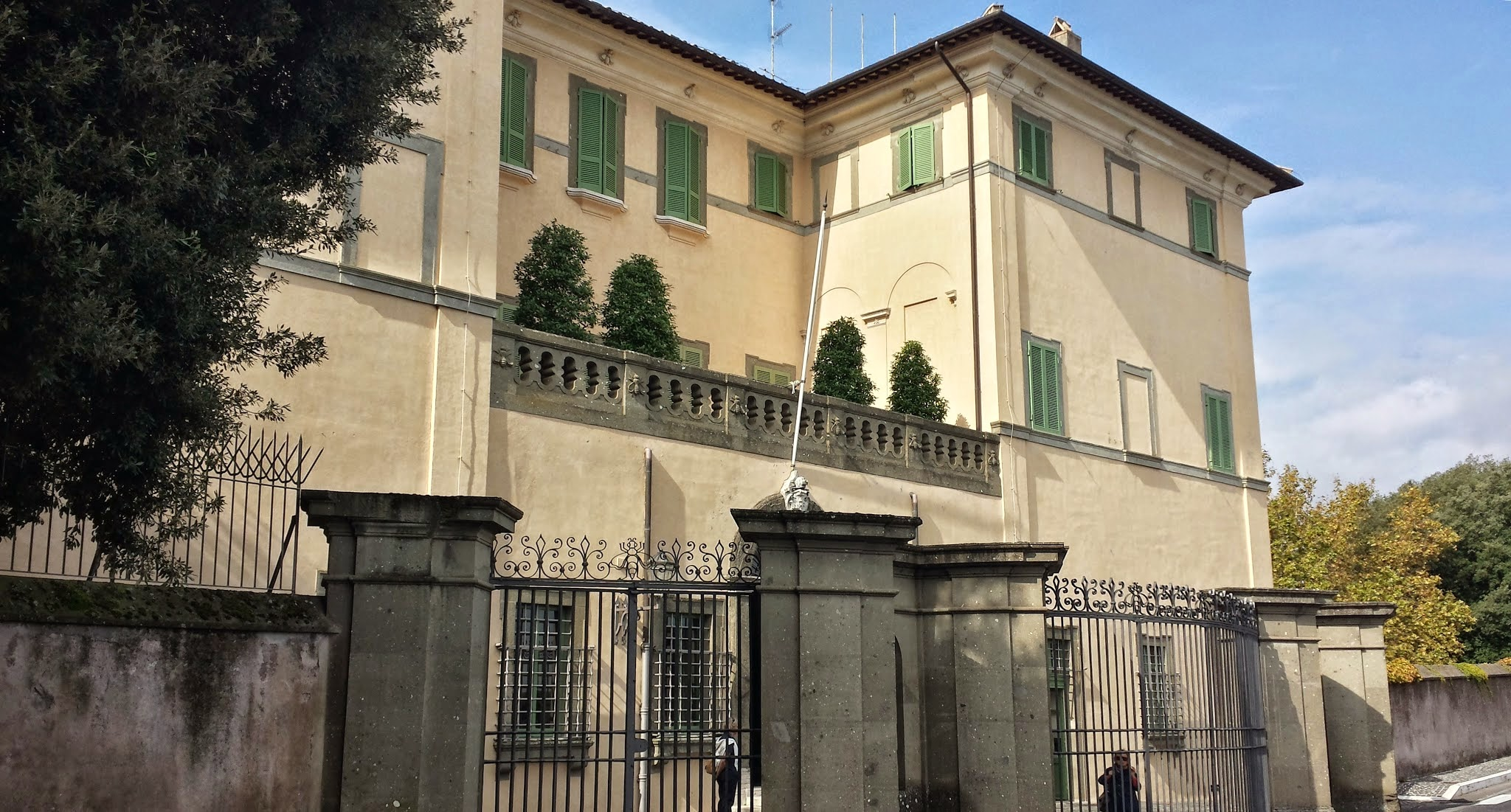
Villa Barberini, Castel Gandolfo, erbaut von Taddeo Barberini, heute Landsitz von Papst Leo XIV.

- Palazzo Colonna Barberini, Palestrina
- Villa Barberini, Castel Gandolfo (heute Teil der päpstlichen Sommerresidenz)
- Palast Barberini, Potsdam
- Barberinischer Faun in der Münchener Glyptothek (ursprünglich aus der Sammlung der Barberini)
- Portlandvase (Barberinivase) im Britischen Museum (ebenfalls aus Familienbesitz)
- Barberini-Diptychon
- Nilmosaik von Palestrina (Barberinisches Mosaik), antikes Bildmosaik aus dem Heiligtum der Fortuna Primigenia in Praeneste, dem heutigen Palestrina
- Pietà Barberini oder  Pietà di Palestrina, eine Skulptur von Michelangelo